# Arghun

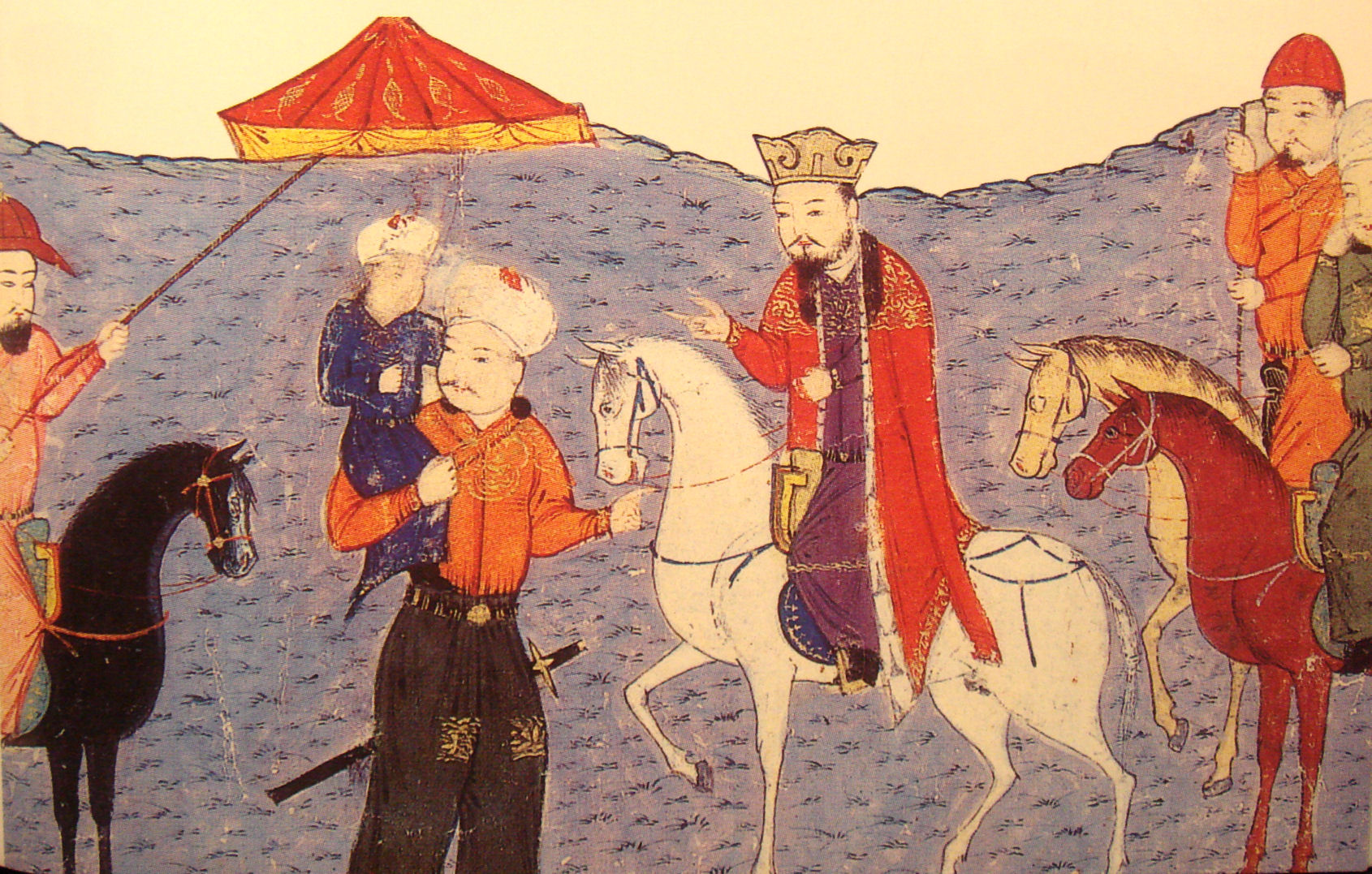
Abbildung aus der Universalgeschichte Raschīd ad-Dīns aus dem 14. Jhd. Es zeigt Arghun stehend und seinen Sohn Ghazan unter einem Schirm. Ihnen zu Seite sitzt sein Vater Abaqa auf einem Pferd.

Arghun (mongolisch ᠠᠷᠭᠤᠨ Arġun; ca. 1258; † 7. März 1291) war von 1284 bis 1291 der vierte Herrscher der mongolischen Ilchane. Er war der Sohn Abaqas und wie dieser Buddhist (obwohl auch prochristlich). Er war dafür bekannt, dass er mehrere Gesandtschaften nach Europa schickte mit der Absicht, eine franko-mongolische Allianz gegen die Muslime im Heiligen Land zu schmieden. Arghun war es auch, der von seinem Großonkel Kublai Khan eine neue Braut verlangte. Die Aufgabe, die junge Prinzessin Kököchin durch Asien zu Arghun zu bringen, wurde (angeblich) von Marco Polo übernommen. Arghun starb, bevor Kökötchin eintraf, sodass sie stattdessen Arghuns Sohn Ghazan heiratete, der zum Islam übertrat.

## Biografie

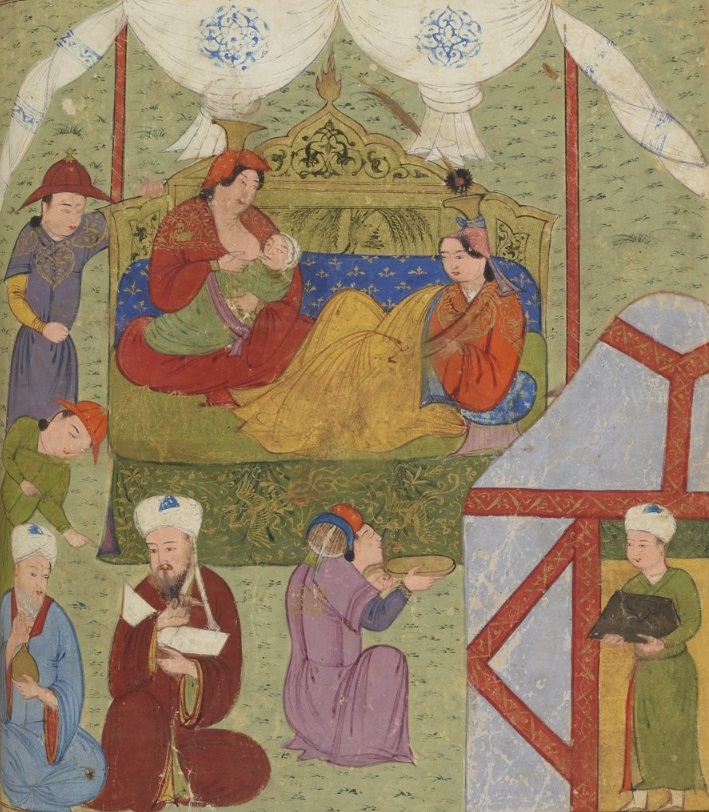
Arghuns Ehefrau war Buluqhan Khatun, die Ghazan erzog. Ausschnitt aus einem Buch Raschīd ad-Dīn aus dem 14. Jhd.

Arghun wurde als Sohn Abaqa Khans und der christlichen mongolischen Prinzessin Haimasch Chatun geboren. Arghun selber hatte mehrere Ehefrauen, seine Favoritin war Buluqhan Khatun.  Sie erzog Arghun zwei Söhne namens Ghazan Ilchan und Öldscheitü, die beide später ihrem Vater auf den Thron folgten und zum Islam konvertierten. Arghun ließ Öldscheitü christlich taufen und gab ihm den Namen Nicholas nach Papst Nikolaus IV. Gemäß dem dominikanischen Missionär Riccoldo da Monte di Croce war er a man given to the worst of villainy, but for all that a friend of the Christians. Eine der Schwestern Arghuns namens Oljalh heiratete den georgischen Prinzen Wachtang III.
Arghun war Buddhist, aber wie die meisten Mongolen zeigte er gegenüber anderen Religionen große Toleranz und so konnten auch die Muslime die Schari'a für sich anwenden. Sein Finanzminister Sa'ad ad dawla war Jude. Sa'ad war erfolgreich beim Wiederherstellen der Ordnung in der Verwaltung des Ilchanats, teilweise indem er aggressiv den Missbrauch der mongolischen Militärführer anprangerte.

## Konflikte
Arghuns Herrschaft war relativ friedlich, und es gab wenige Konflikte mit seinen mongolischen Genossen. In den Jahren 1288 und 1290 schlug er zweimal Invasionstruppen der Goldenen Horde unter Tulabugha im Kaukasus zurück.
Während der Herrschaft Arghuns vergrößerten die Mamluken von Ägypten kontinuierlich ihre Macht in Syrien, und der Mamlukensultan Qalawun eroberte Territorien der Kreuzritter zurück, einige davon, wie die Grafschaft Tripolis, waren Vasallen der Mongolen. Die Mamluken eroberten 1285 die nördliche Festung von Margat, 1287 Latakia und vollendeten die Eroberung Tripolis' 1289.
Schwerwiegender waren seine inneren Probleme. 1284 ließ er auf Druck des Emirs Boga (dem er den Staatsstreich von 1284 und damit Leben und Thron verdankte) den fähigen Wesir Schams ad-Din Dschuwaini (den Bruder des Geschichtsschreibers) hinrichten und leitete damit den inneren Verfall des nächsten Jahrzehnts ein. 1289 richtete er auch den Emir Boga hin, der sich aufgrund seiner Machtvollkommenheit und eines geplanten Staatsstreiches zu einem ernsten Problem entwickelt hatte. Deswegen musste er (bzw. sein Sohn Ghazan, der jugendliche Statthalter) 1289 und 1290 einen Aufstand des Oiratenfürsten Nawrūz (bzw. Nauruz) in Chorasan bekämpfen, der dann nach Transoxanien floh und den dortigen Herrscher Qaidu bzw. die Tschagatai zu einer kurzen Invasion bewog (1291/2). Nawrūz unterwarf sich erst um 1294 wieder dem Prinzen Ghazan.
Zu Arghuns Regierungszeit etablierte der Großkhan Kubilai den Fürsten Bolad (gest. 1313) in Täbris, der als Botschafter die Interessen Kubilais repräsentierte und bis zu Ghazans Regierungsantritt 1295 als eine Art Vizekönig (chinsan) fungierte.

## Beziehung zu christlichen Mächten
Arghun war einer von einer langen Reihe von mongolischen Herrschern, die sich bemühten, eine franko-mongolische Allianz mit den Europäern gegen ihre gemeinsamen Feinde, die ägyptischen Mamluken, zu schmieden. Arghun versprach sogar, dass er sich taufen lassen werde, wenn Jerusalem erobert werden sollte. Aber im späten 13. Jahrhundert war Europa nicht länger an den schwächer werdenden Kreuzzügen interessiert, und Arghuns Vorhaben blieb letztlich fruchtlos.

### Erste Gesandtschaft zum Papst
1285 sandte Arghun eine Gesandtschaft und einen Brief an Papst Honorius IV., dessen lateinische Abschrift im Vatikan erhalten ist. Arghuns Brief erwähnt die Verbindungen seiner Familie mit dem Christentum und schlug eine Militäraktion gegen die muslimischen Länder vor:

„Das Land der Muslime, die da Syrien und Ägypten sind, liegt zwischen uns und euch, wir werden sie umkreisen und erdrosseln. Wir werden unsere Boten senden um euch zu bitten eine Armee nach Ägypten zu schicken, so dass wir auf der einen Seite und ihr auf der anderen Seite zusammen mit guten Kämpfern es einnehmen können. Lasst es uns durch sichere Boten wissen, wann ihr es machen wollt. Wir werden die Sarazenen vertreiben mit der Hilfe des Königs, des Papstes und des Großkhans.“

### Zweite Gesandtschaft zu König Philipp und König Eduard

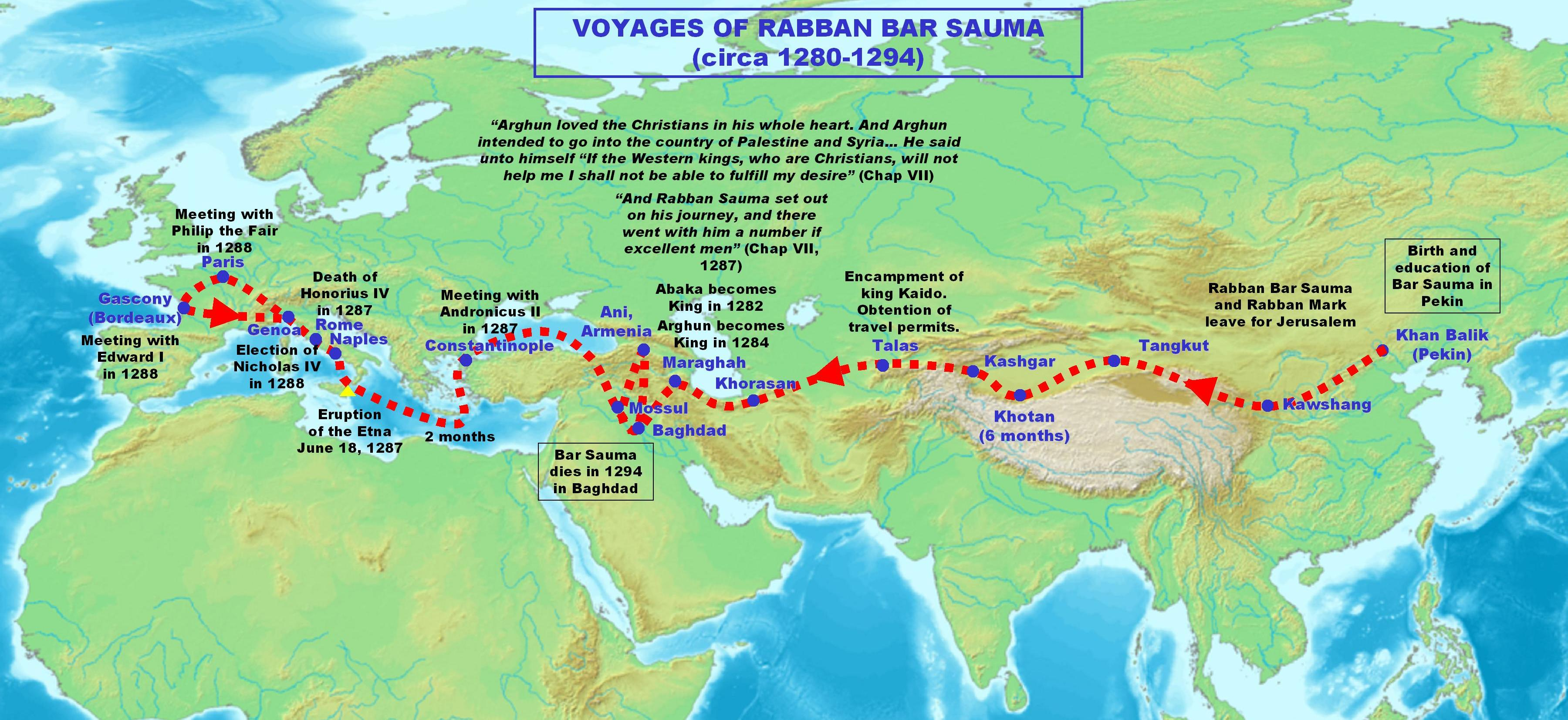
Arghuns Botschafter Rabban Bar Sauma reiste von Peking im Osten nach Rom, Paris und Bordeaux im Westen. Er traf sich mit den größeren Herrschern seiner Zeit, bevor sogar Marco Polo aus Asien zurückkehrte.

Anscheinend ohne Antwort, schickte Arghun eine weitere Gesandtschaft an die europäischen Herrscher 1287. Sie wurde von dem chinesischen Mönch Rabban Bar Sauma geleitet und sollte eine Militärallianz zur Bekämpfung der Muslime und zur Eroberung Jerusalems bilden. Die Antworten waren positiv aber vage. Rabban Bar Sauma kehrte mit Briefen vom Papst Nikolaus IV., Eduard I. von England und Philipp IV. von Frankreich 1288 zurück.

### Dritte Gesandtschaft

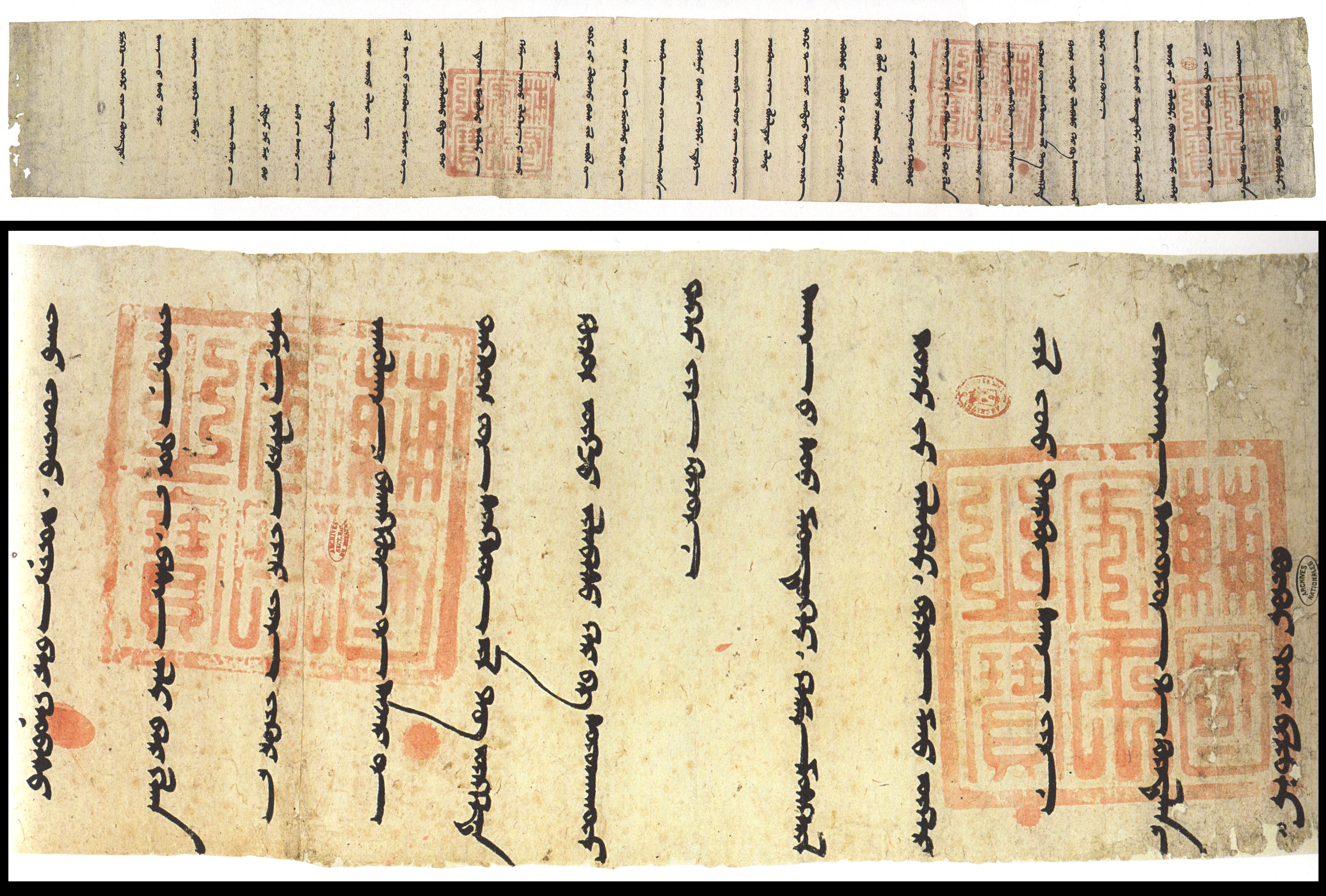
Brief von 1289 von Arghun an Philipp IV. mit mongolischer Schrift. Der Brief wurden dem französischen König durch Buscarello de Ghizolfi übergeben. Das rote Siegel gehört dem Großkhan, besteht aus chinesischen Zeichen und besagt: Siegel des Erhalters des Staates und Bringer des Friedens an die Menschen. Das Papier ist aus koreanischer Produktion und ist 182 × 25 cm groß. Französisches Nationalarchiv.

1289 sandte Arghun eine dritte Gesandtschaft nach Europa in der Person des Genuesen Buscarello de Ghizolfi, der sich in Persien niedergelassen hatte. Das Thema der Gesandtschaft war es, zu bestimmen, wann die Christen und Mongolen ihre Aktionen beginnen würden. Arghun würde seine Truppen so schnell wie möglich marschieren lassen, wenn die Kreuzzügler bei Akkon gelandet wären. Buscarello de Ghizolfi war zwischen dem 15. Juli und 30. September 1289 in Rom und im November/Dezember in Paris. Er hatte einen Antwortbrief Arghuns an Philipp IV. dabei, in dem Jerusalem als möglicher Lohn für die Christen angeboten wurde, und in dem nach einem festen Datum für eine Offensive im Winter 1290 oder Frühling 1291 gefragt wurde:

„Durch die Macht des ewigen Himmels! Unter den Auspizien des Kaisers! [Folgendes sind] Unsere, Arguns, Worte = O roi de France (an den Frankenkönig?)! Deinem Vorschlag, den du Uns im vorigen Jahr durch die Gesandtschaft mit Mar Bar Savma sahura an der Spitze überbringen liessest: 'wenn die Heere des Il Khan gegen Ägypten ins Feld ziehen, werden auch wir von hier aus ins Feld ziehen und in gemeinsamer Operation (im Rücken des Feindes) angreifen' haben wir zugestimmt und (demgemäss) beschlossen, unter Meldung an den Himmel im letzten Wintermonat des Tigerjahrs (1290) aufzusitzen und am 15. des ersten Frühlingsmonats (1291) vor Damaskus abzusitzen. Jetzt tun Wir dir kund, dass Wir in Gemässheit mit Unserem ehrlichen Wort Unsere Heere zur Verabredung(szeit und Ort) schicken und, wenn Wir mit des Himmels Autoritit jene Völker in Besitz nehmen, euch Jerusalem geben werden. Wenn ihr (aber) den Termin versäumt und damit Unsere Heere in eine Fehlaktion führt, wäre das angängig? Wenn ihr es später auch bereutet, was würde es euch nützen? (Ihr würdet es später zu bereuen haben). Weiter, wenn du einen Gesandten von dir mit irgend einer Botschaft schickst und dabei unter seiner Obhut seltene Gegenstände aus dem Frankenland, Falken und verschiedenfarbige Edelsteine mitgäbest, dann sei die Macht des Himmels und die Majestät des Kaisers Zeuge, dass Wir dich in irgend einer Weise belohnen werden. Dies zu sagen, schicken wir den Köcherträger Müskeril. Unseren Brief haben wir am 6. der letzten Dekade des ersten Sommermonats im Rinderjahr (1289) bei Unserem Aufenthalt in Köndelen geschrieben.“

Buscarello hatte auch eine Mitteilung dabei, die besagte, dass der mongolische Herrscher alle nötige Unterstützung inklusive 30.000 Pferde für die Kreuzzügler vorbereiten würde. Buscarello ging dann nach England, um Arghuns Nachricht König Eduard I. zu überbringen. Er erreichte London am 5. Januar 1290. Eduard, dessen Antwortschreiben erhalten blieb, antwortete begeistert auf das Vorhaben, blieb aber ausweichend was die Ausführung, die er dem Papst überließ, betraf.
1290 begann Arghun ein Schiffsbauprogramm in Bagdad mit der Absicht Kriegsgaleeren zu bauen, die den mamlukischen Handel im Roten Meer beeinträchtigen sollten. Genua sandte 800 Schiffsschreiner und Seeleute, um zu helfen. Eine Gruppe von Arbalestriers wurde auch geschickt, aber das Unternehmen schlug anscheinend fehl, als die genuesische Regierung das Projekt ablehnte, und ein interner Streit brach im Hafen Basra zwischen den genuesischen Familien der Ghibellinen und Guelfen aus.

### Vierte Gesandtschaft
Arghun schickte 1290 eine vierte Gesandtschaft an die europäischen Höfe. Sie wurde von Andrew Zagan (oder Chagan) angeführt, der von Buscarello de Ghizolfi und einem Christen namens Sahadin begleitet wurde.
1291 erklärte Papst Nikolaus IV. einen neuen Kreuzzug und verhandelte mit Arghun, Hethum II. von Kleinarmenien, den Jakobiten, den Äthiopiern und den Georgiern. Am 5. Januar hielt Nikolaus IV. eine lebhafte Predigt an alle Christen mit der Aufforderung, das heilige Land zu retten, und Prediger fingen an Christen zu sammeln, um König Eduard I. auf den Kreuzzug zu folgen. Trotzdem waren die Anstrengungen zu wenig und kamen zu spät. Am 28. Mai 1291 wurde Akkon nach einer Belagerung von den Mamluken erobert.
Im August 1291 schrieb Nikolaus IV. einen Brief an Arghun und informierte ihn über die Pläne Eduards I. für einen Kreuzzug zur Rückeroberung des Heiligen Landes und sagte, dass der Kreuzzug nur mit dem Starken Arm der Mongolen erfolgreich sein werde.
Nikolaus IV. wiederholte ein oft benutztes Thema der Kommunikation zwischen den Kreuzzüglern und den Mongolen und bat Arghun, sich taufen zu lassen und gegen die Mamluken zu marschieren. Aber Arghun starb am 7. März 1291 und Papst Nikolaus IV. im März 1292, sodass ihren Versuchen zum gemeinsamen Handeln ein Ende gesetzt wurde. Eduard I. sandte 1292 den Botschafter Geoffrey de Langley zu Arghuns Nachfolger Gaichatu, aber intensive Kontakte sollten erst wieder unter Arghuns Sohn Ghazan Ilchan aufkommen.

## Kontroverse
Der Historiker Steven Runciman schrieb: „Wäre eine Allianz mit den Mongolen erreicht und aufrichtig durch den Westen umgesetzt worden, so hätte die Existenz der Kreuzfahrerstaaten fast sicher verlängert werden können. Die Mamluken wären schwer geschädigt, vielleicht sogar vernichtet worden; und das Ilchanat Persiens hätte als den Christen und dem Westen freundliche Macht überlebt.“ Im Gegensatz zu Runcimans optimistischer Einschätzung war der islamische Einfluss im Ilchanat jedoch sehr stark und ein stabiles christlich-mongolisches Bündnis keineswegs sicher. Bereits Arghuns Vorgänger Tekuder war zum Islam übergetreten und Arghuns Nachfolger Gaichatu und Baidu mussten gegenüber der mehrheitlich muslimischen Reichsbevölkerung und Verwaltung Zugeständnisse machen, ehe die Ilchane unter Ghazan und Öldscheitü schließlich endgültig muslimisch wurden.

## Tod
Arghun starb am 7. März 1291 und ihm folgte sein Bruder Gaichatu nach.
Im 13. Jahrhundert wurden die Mongolen im Westen so populär, dass viele Neugeborene in Italien nach mongolischen Herrscher benannt wurden: Namen wie Can Grande (Großkhan), Alaone (Hülegü), Argone (Arghun) oder Cassano (Ghazan) kamen häufig vor.

## Marco Polo
Arghun war der Grund dafür, dass Marco Polo nach 23 Jahren Aufenthalt in China wieder nach Venedig zurückkehren konnte. Arghun verlor seine Lieblingsehefrau Buluqhan Khatun. Er ließ durch drei Gesandte seinen Großonkel und Verbündeten Kublai Khan darum bitten, ihm eine Verwandte Buluqhan Khatuns als neue Braut zu schicken. Die Wahl fiel auf die 17-jährige Kököchin (Blaue oder Himmlische Dame). Marco Polo wurde (nach Darstellung seines Buches, nicht aber der chinesischen Quellen) die Aufgabe anvertraut, die Prinzessin auf dem Seeweg nach Persien zu geleiten. Der Weltreisende schiffte sich 1291 gemeinsam mit seinem Vater Niccolò, seinem Onkel Maffeo Polo, den persischen Gesandten, der Prinzessin und etwa 600 weiteren Personen auf 14 Dschunken ein. Die Flotte fuhr durch den Indischen Ozean nach Persien. Die Reise dauerte zwei Jahre. Arghun war vor der Ankunft der Polos und der Prinzessin aber längst gestorben. So heiratete Kökötchin stattdessen seinen Sohn Ghazan Ilchan.